# ميتش كوبتشاك
ميتش كوبتشاك (بالإنجليزية: Mitch Kupchak)‏ مواليد 24 مايو 1954 في هيكسفيلي، هو لاعب كرة سلة أمريكي سابق بدأ مسيرته الاحترافية في سنة 1976 لعب مع فريق لوس أنجلوس ليكرز. يبلغ طوله 6 قدم 9 بوصة (2.1 م). مثّل منتخب بلاده. شارك في مسابقة كرة السلة في الألعاب الأولمبية الصيفية. اعتزل اللعب في 1986.

## فرق لعب لها
- واشنطن ويزاردز
- لوس أنجلوس ليكرز

## الميداليات
| الميدالية | المسابقة                       |
| --------- | ------------------------------ |
| ذهبية     | الألعاب الأولمبية الصيفية 1976 |

## روابط خارجية
- ميتش كوبتشاك على موقع الاتحاد الدولي لكرة السلة (الإنجليزية)
- ميتش كوبتشاك على موقع إن بي أي (الإنجليزية)
- ميتش كوبتشاك على موقع سبورتس رفرنس (الإنجليزية)
- ميتش كوبتشاك على موقع كلية كرة السلة في سبورتس رفرنس.كوم (الإنجليزية)
- ميتش كوبتشاك على موقع ريلجم (الإنجليزية)
- ميتش كوبتشاك على موقع بروبوليرز (الإنجليزية)
- ميتش كوبتشاك على موقع سبورتس رفرنس (الإنجليزية)
- ميتش كوبتشاك على موقع أوليمبيديا (الإنجليزية)